# 萬實房男
萬實 房男（まんみ ふさお、1954年1月25日 - ）は、日本の実業家。元 株式会社マルゼン専務取締役、元 マルゼン工業株式会社専務取締役、元 台湾丸善股份有限公司監察人。

## 人物・経歴
1954年福島県生まれ。1976年3月千葉商科大学商経学部卒業。1976年4月株式会社マルゼン入社。1991年4月台湾丸善股份有限公司監察人、1994年3月経理部長、1995年5月取締役経理部長、1996年3月取締役管理本部長兼経理部長、2006年3月マル厨工業株式会社（現･マルゼン工業株式会社）取締役、2011年5月株式会社マルゼン常務取締役管理本部長、2011年5月マル厨工業株式会社（現･マルゼン工業株式会社）常務取締役、2019年3月株式会社マルゼン専務取締役管理本部長、同年3月マルゼン工業株式会社専務取締役。2024年株式会社マルゼン専務取締役退任。